# Ceriosporopsis halima
Ceriosporopsis halima är en svampart som beskrevs av Linder 1944. Ceriosporopsis halima ingår i släktet Ceriosporopsis och familjen Halosphaeriaceae.  Arten är reproducerande i Sverige. Inga underarter finns listade i Catalogue of Life.